# Eubela nipponica
Eubela nipponica é uma espécie de gastrópode do gênero Eubela, pertencente a família Raphitomidae.